# Середньоафганські гори

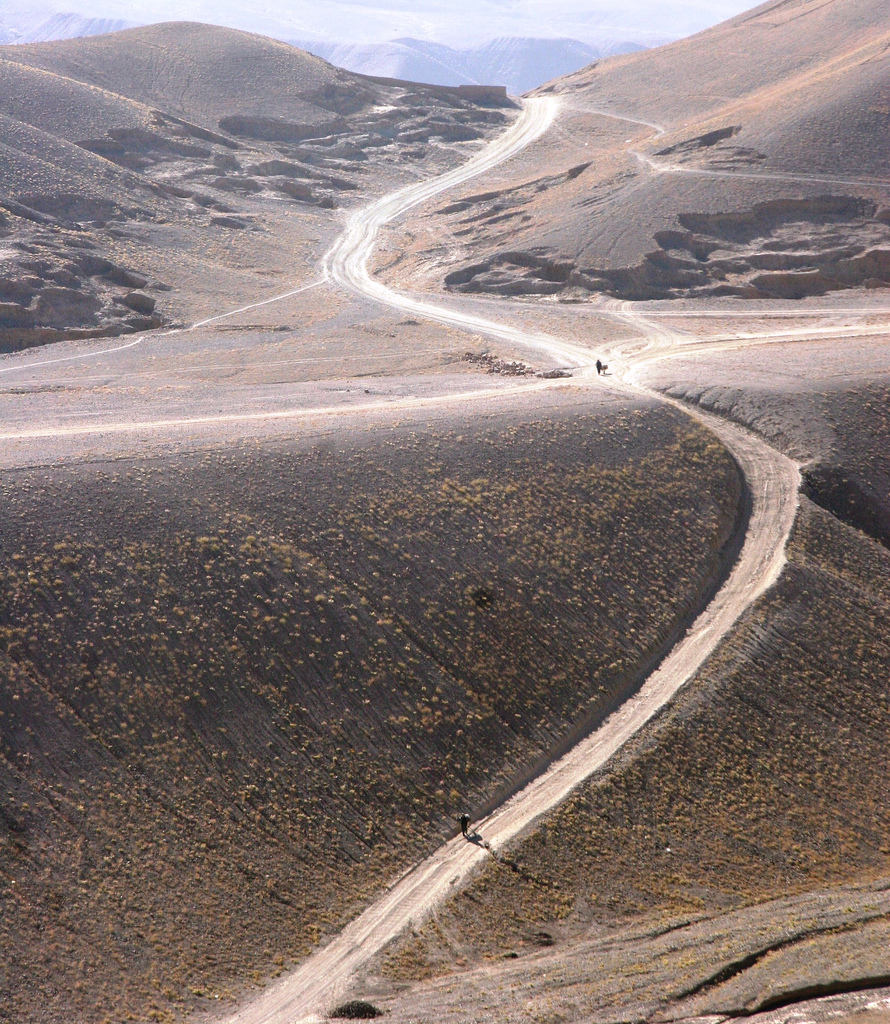
Популярна дорога через гори Бам'ян

Середньоафганські гори (Хазараджат) — гори в східній частині Іранського нагір'я в Афганістані, головним чином у басейні річок Геріруд і Фарахруд.
Є системою пустельних, переважно середньовисотних гірських хребтів. Протяжність гір становить близько 600 км, ширина досягає 300 км. Максимальна висота — 4182 м (в хребті Кайсар). Хребти, складені переважно сланцями та вапняками, віялоподібно розходяться від західного краю Гіндукуша, поступово знижуючись на захід і північний захід. До висоти 2400 м панівним типом ландшафту є полинно-ефемерова напівпустеля, місцями зустрічаються фісташкові рідколісся; вище — маквіс із гаями арчі, на вирівняних ділянках — сухі степи. У підніжжі гір — оази.